# Joan Casas, advocat
Joan Casas (Reus, segles XVIII - XIX) va ser un advocat conservador català, alcalde de Reus dues vegades.
L'historiador reusenc Andreu de Bofarull diu d'ell que estava vinculat als sectors absolutistes de la ciutat. Va substituir l'1 de gener de 1815 al també advocat conservador Joan Magrinyà, que havia estat nomenat alcalde per decret quan Ferran VII va derogar la Constitució de Cadis a l'agost de 1814. En prendre possessió va organitzar la repressió sistemàtica dels avenços que havia aportat la Constitució de 1812. Va facilitar l'ocupació dels convents que havien estat desallotjats durant la Guerra del francès i va cedir espais i habitatge als nous familiars de la Inquisició restaurada. Va haver de fer front, tot i els pocs diners que quedaven a les arques municipals, a la reconstrucció i millora de l'estructura de la vila. El juliol de 1816 es van començar les obres de remodelació i sanejament del Port de Salou, i hi va anar l'ajuntament en ple, presidit per l'alcalde. Es va fer una festa i una missa solemne. L'acte estava presidit també pel governador de Tarragona, Comte d'Espanya i per l'enginyer responsable de l'obra Timoteo Roch. Aquell any també va començar un plet contra el Capítol de canonges de la Seu de Tarragona per veure si recuperava uns diners que el Mariscal Suchet s'havia emportat a la ciutat veïna en qualitat de préstec de guerra, plet que el 1817, quan va cessar d'alcalde, no havia estat resolt. Va organitzar una xarxa per a descobrir els membres de diverses lògies maçòniques que operaven a Reus i a la comarca i que instaven a l'exèrcit i al poble a un aixecament en defensa de la Constitució derogada. A Reus va fer empresonar un grup de joves afiliats a una lògia.
Va tornar a ser alcalde de Reus el novembre de 1823 de manera breu, quan Ferran VII va iniciar la Dècada ominosa, posant fi al Trienni liberal amb els Cent mil fills de Sant Lluís. Per decret del nou governador militar, va ser nomenat per dirigir la ciutat, donats els seus antecedents conservadors. El seu primer mandat va ser fer treure i esmicolar la placa que hi havia a la Plaça del Mercadal que li donava el nom de Plaza de la Constitución, i substituir-la per una altra que deia Plaza del Rey. Va organitzar una gran rebuda al Baró d'Eroles quan aquest va entrar a Reus al davant de les seves tropes formades per 4.000 homes, i va organitzar la primera repressió sistemàtica contra els liberals. Va acabar l'any amb unes festes públiques a la nova Plaça del Rei.